# 于尔里肯山

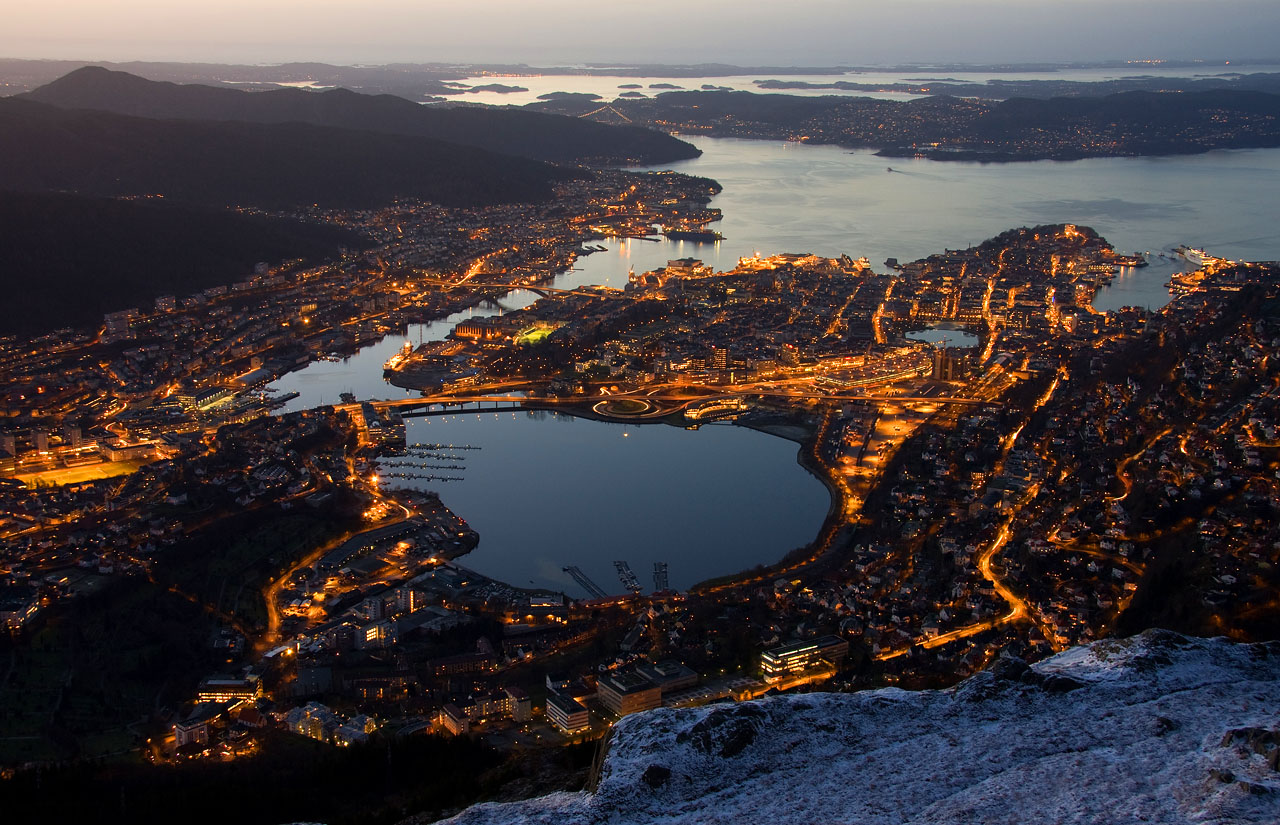

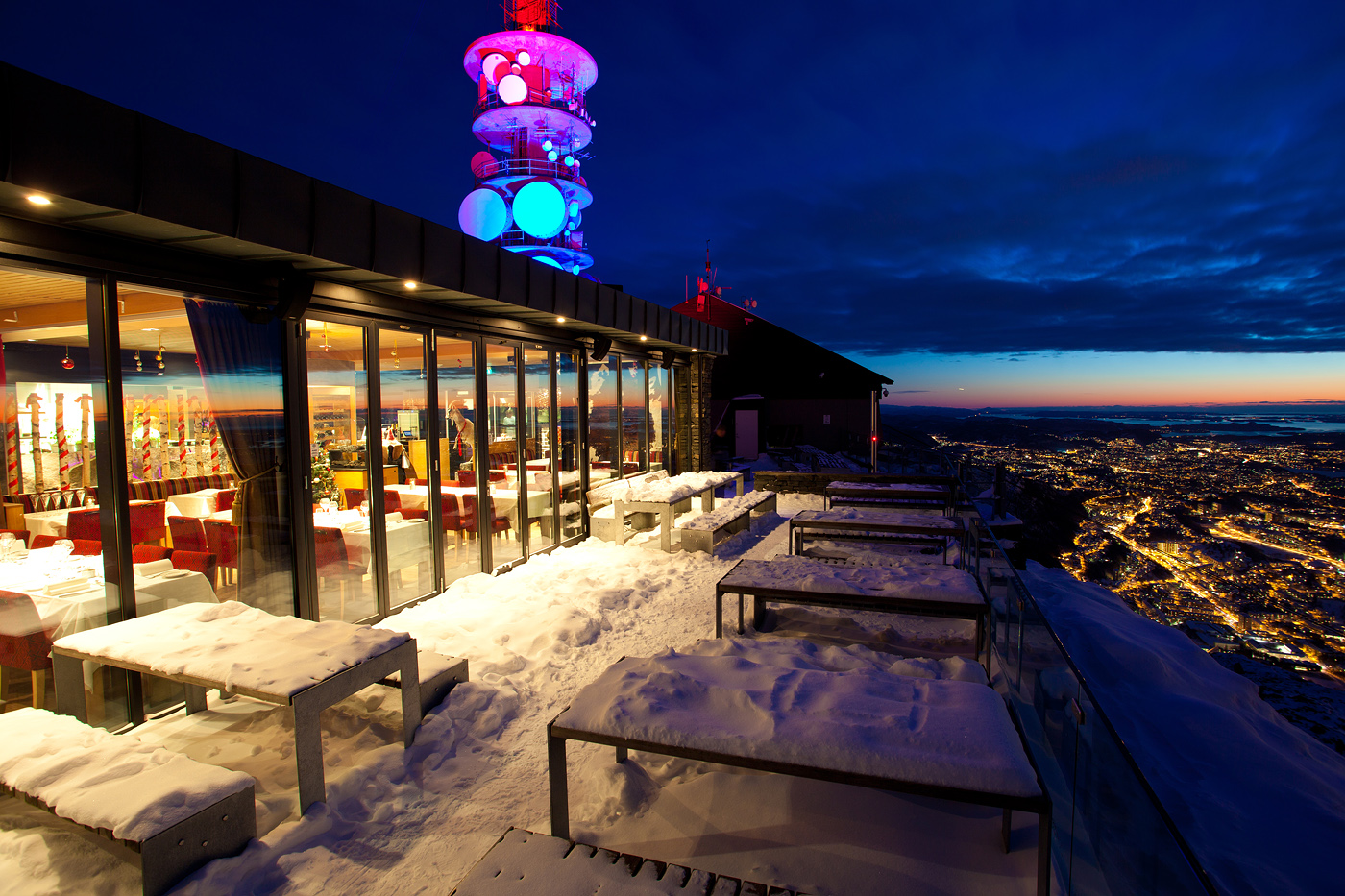

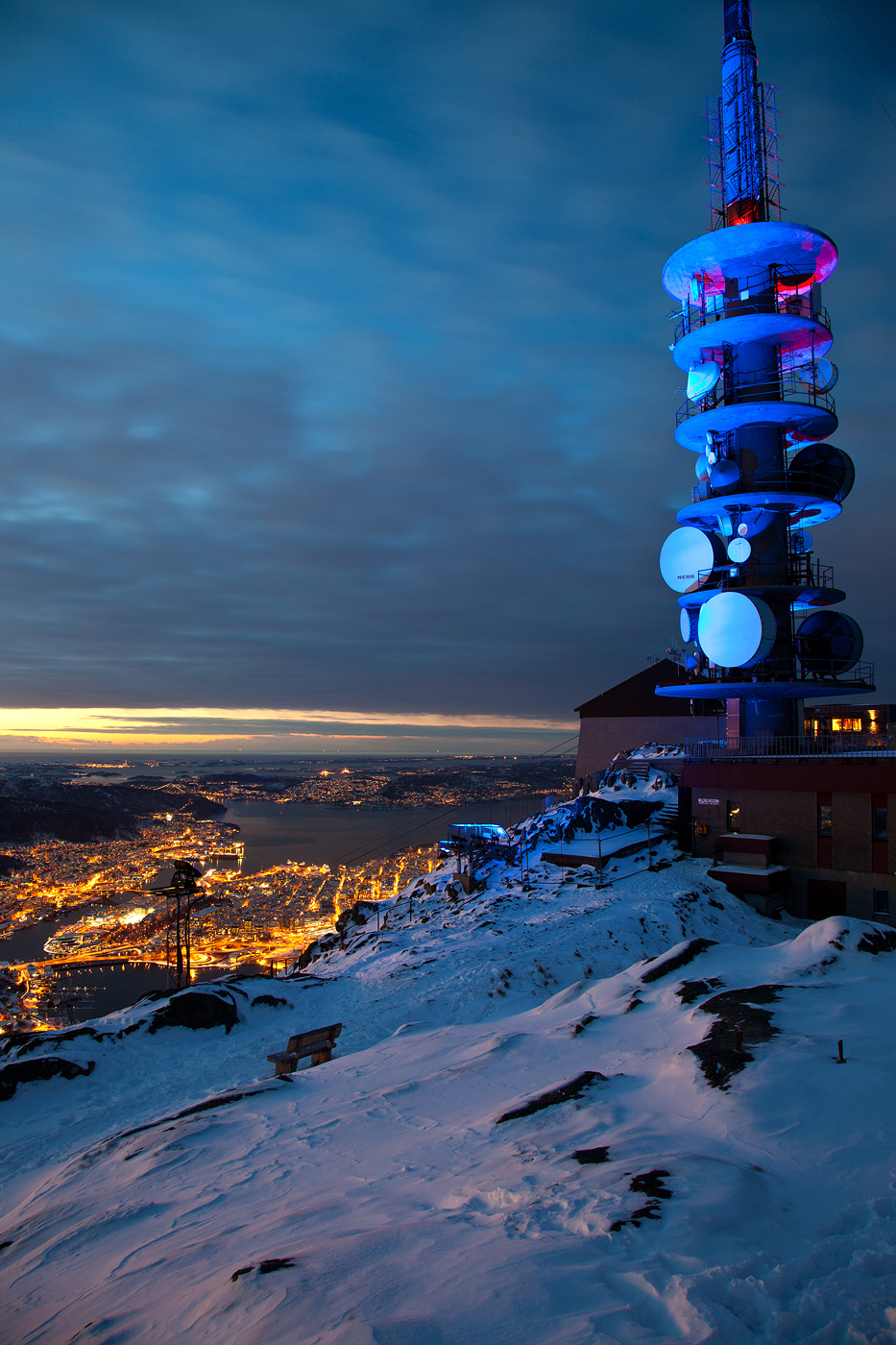

于尔里肯山（Ulriken）是环绕挪威卑尔根的卑尔根七山（de syv fjell）中最高的一座，海拔643 米。
有索道通往山顶。在山顶有电视塔、餐厅和免费望远镜。索道在2006年1月关闭，因为公司经营不符合政府文件的要求，同年春天恢复开放。后来又再次关闭，2009年5月1日重新开放。